# Pierre Ragues
Pierre Ragues,  né à Caen le 10 janvier 1984, est un pilote automobile français. Il a participé à douze reprises aux 24 Heures du Mans.

## Carrière

### Débuts en karting
Il débute en karting en 1994 et obtient son premier titre de champion de Normandie l'année suivante en minime. En cadet, il obtient les titres de vice-champion de Normandie en 1996 puis de champion de Normandie en 1997. Cette même année il termine 2e du Trophée de France.
Habitué des places d'honneur, il est ensuite vice-champion d'Ile-de-France junior en 1998, vice-champion de Normandie espoir l'année suivante, puis vice-champion de France espoir en 2000.
Pour sa première saison en élite en 2001, il est 3e du Championnat de France, 2e de la Monaco Kart Cup en Formule A et participe à la Speedy World Cup Indoor au Palais omnisports de Paris-Bercy (équipe de France N1 avec Julien Poncelet et Franck Perera). Il obtient en 2002 une 2e place aux 24 Heures du Mans karting.
Alors qu'il débute en sport automobile en 2003, il continue sa carrière en karting et s'engage dans la catégorie super ICC en 2005 et 2006 avec à la clé une victoire aux 24 Heures du Mans karting en 2005 et des places d'honneur en coupe du monde, en championnat d'Europe et en championnat du monde.

### Débuts en monoplace
C'est donc en 2003 que Pierre Ragues accède au sport automobile par l'intermédiaire de la Formule Campus. Il décroche une victoire, huit podiums ainsi que trois pole positions, et termine vice-champion derrière Laurent Groppi. L'Équipe SG Formula lui permet de débuter en 2004 en Eurocup Formule Renault et en championnat de France de Formule Renault, mais il change d'écurie l’année suivante pour Epsilon Sport.

### Carrière en endurance
En 2006, sa carrière s'oriente vers l’endurance avec un engagement en Le Mans Series au sein de l’équipe Paul Belmondo Racing. Il connaît de plus sa première participation aux 24 Heures du Mans qui se solde par un abandon.
L’équipe Paul Belmondo Racing cesse ses activités en 2007. Pierre Ragues fait alors son retour en monoplace en s'alignant en International Formula Master avec l'écurie Euronova Racing.

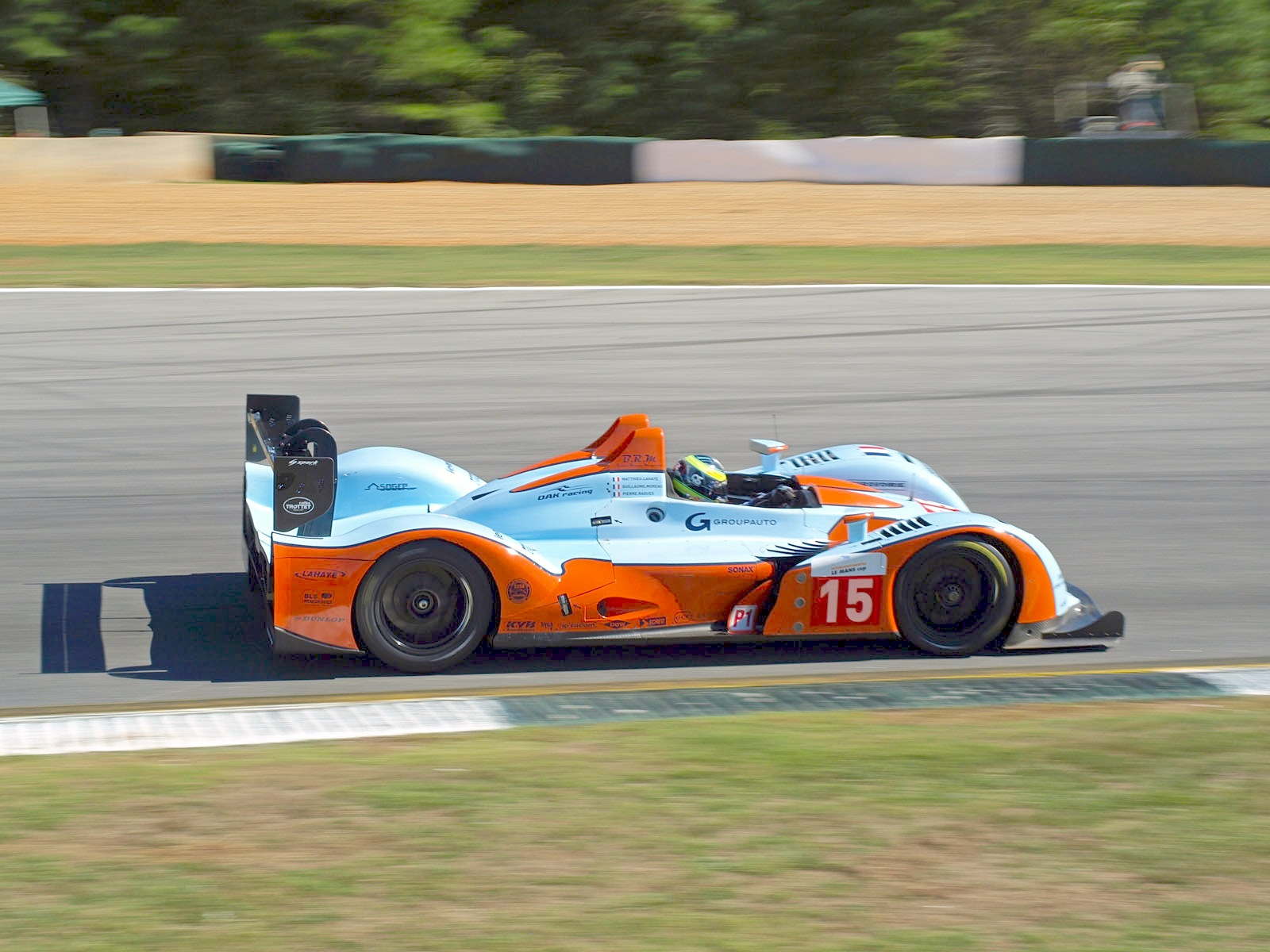
Pierre Ragues au volant d'une Pescarolo 01 lors des qualifications pour le Petit Le Mans 2011.

Il signe en 2008 avec l'équipe Saulnier Racing pour disputer les Le Mans Series et les 24 Heures du Mans. Il termine dix-huitième de la classique mancelle et monte sur la dernière marche du podium de la catégorie LMP2. Il passe ensuite deux saisons avec Signature puis revient courir pour le OAK Racing en 2011.
En 2013, il pilote pour Alpine en European Le Mans Series et aux 24 Heures du Mans. Avec Nelson Panciatici, ils remportent les 3 Heures de l'Hungaroring puis sont sacrés champions au terme de la saison.
En 2016, à l'occasion de sa dixième participation aux 24 Heures du Mans, il rejoint l'équipe Larbre Compétition.
En 2017, il retourne chez Signatech Alpine et termine à nouveau troisième de la catégorie LMP2 aux 24 Heures du Mans tout en étant classé quatrième au général. Il change d'écurie l'année suivante en rejoignant le Duqueine Engineering pour piloter en European Le Mans Series.

### Carrière en rallye
En 2020, il remporte le rallye de Monza en catégorie R-GT sur une Alpine A110.

### Télévision
Lors des 24 Heures du Mans 2021, Pierre Ragues, ne participant pas à l'épreuve, est consultant sur La chaîne L'Équipe aux côtés de Thibaut Villemant et d'Anthony Drevet. Il avait auparavant déjà commenté des courses européennes ou des courses de quatre heures.

## Palmarès
- 3e du Championnat de France de karting élite en 2001
- 2e de la Monaco Kart Cup en Formule A en 2001
- Vainqueur des 24 Heures du Mans de karting en 2005
- Vice-champion de France de Formule Campus en 2003
- 3e de la catégorie LMP2 des 24 Heures du Mans 2008
- Champion des European Le Mans Series 2013

## Résultats aux 24 Heures du Mans

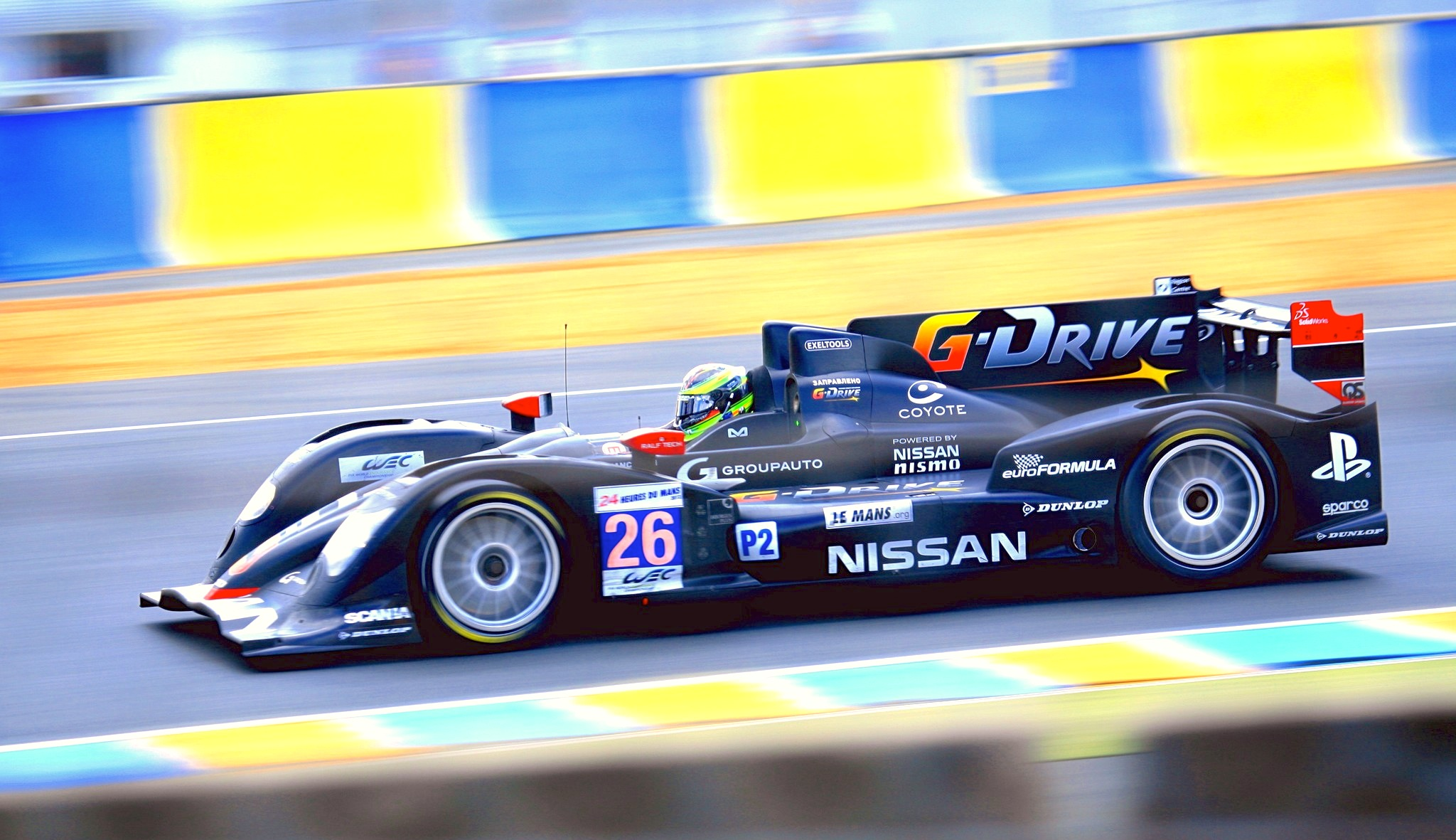
Pierre Ragues lors des 24 Heures du Mans 2012.

| Année | Équipe                  | Équipiers                             | Voiture                   | Classe | Tours | Pos. | Class Pos. |
| ----- | ----------------------- | ------------------------------------- | ------------------------- | ------ | ----- | ---- | ---------- |
| 2006  | Paul Belmondo Racing    | Claude-Yves Gosselin Karim Ojjeh      | Courage C65-Ford          | LMP2   | 84    | Abd  | Abd        |
| 2008  | Saulnier Racing         | Cheng Congfu Matthieu Lahaye          | Pescarolo 01-Judd         | LMP2   | 333   | 18e  | 3e         |
| 2009  | Signature-Plus          | Franck Mailleux Didier André          | Courage-Oreca LC70E-Judd  | LMP1   | 344   | 11e  | 10e        |
| 2010  | Signature-Plus          | Franck Mailleux Vanina Ickx           | Lola-Aston Martin B09/60  | LMP1   | 302   | Abd  | Abd        |
| 2011  | OAK Racing              | Guillaume Moreau Tiago Monteiro       | OAK Pescarolo 01 Evo-Judd | LMP1   | 80    | Abd  | Abd        |
| 2012  | Signatech-Nissan        | Nelson Panciatici Roman Rusinov       | Oreca 03-Nissan           | LMP2   | 351   | 10e  | 4e         |
| 2013  | Signatech-Alpine        | Nelson Panciatici Tristan Gommendy    | Alpine A450-Nissan        | LMP2   | 317   | 14e  | 8e         |
| 2014  | Larbre Compétition      | Keiko Ihara Ricky Taylor              | Morgan LMP2-Judd          | LMP2   | 341   | 14e  | 9e         |
| 2015  | Team SARD-Morand        | Oliver Webb Zoël Amberg (en)          | Morgan LMP2 Evo-SARD      | LMP2   | 162   | Abd  | Abd        |
| 2016  | Larbre Compétition      | Jean-Philippe Belloc Yutaka Yamagishi | Chevrolet Corvette C7.R   | GTE Am | 316   | 37e  | 8e         |
| 2017  | Signatech Alpine Matmut | Nelson Panciatici André Negrão        | Alpine A470-Gibson        | LMP2   | 362   | 4e   | 3e         |
| 2019  | Duqueine Engineering    | Nicolas Jamin Romain Dumas            | Oreca 07                  | LMP2   | 363   | 12e  | 7e         |